# Гордон, Анибаль
Анибаль Гордон (исп. Anibal Gordon; 1930—1987) — аргентинский гангстер и ультраправый террорист. Участник акций Антикоммунистического альянса Аргентины. Оперативник «Грязной войны», офицер спецслужбы SIDE (Разведывательный секретариат).

## Преступная и террористическая деятельность
Родился в городе Колон в семье выходцев из Шотландии. Точная дата рождения формально считается неустановленной. В молодости занялся металлоторговым бизнесом, чтобы иметь оборотные средства для криминальной деятельности. В 1950 создал молодёжную банду. Занимался грабежами, рэкетом, контрабандой. Параллельно являлся информатором SIDE. Был осуждён, отбывал тюремный срок, однако в 1973 году досрочно освобождён. Заявлял, что криминальные акции осуществлялись им по поручению правительства.
В 1974 году Гордон принимал участие в убийствах леволиберального юриста Сильвио Фрондиси и левоперонистского депутата парламента Родольфо Ортега Пенья. Ответственность за эти убийства возлагается на террористическую структуру «Антикоммунистического альянса Аргентины», однако Гордон никогда не признавал себя формальным членом ААА.
Параллельно Гордон руководил бандой похитителей и рэкетиров. Выступал партнёром преступного клана Пуччо, специализировавшегося на похищениях.

## В годы «Грязной войны»
После прихода к власти военной хунты Гордон участвовал в «Грязной войне». Получил офицерское звание в SIDE. С лета 1976 года руководил секретной тюрьмой Automotores Orletti (изолятор для допросов, пыток и внесудебных казней).
Спецгруппа Гордона состояла из бывших боевиков ААА и уголовных преступников, принятых на карательную службу. По официальным данным, в «Аутомоторес Орлетти» были подвергнуты пыткам около 300 человек. В начале 1983 года, незадолго до падения режима, Гордон организовал похищение и жестокое избиение оппозиционного журналиста Гильермо Патрисио Келли.

## Осуждение
После падения диктатуры Анибаль Гордон попытался вернуться к криминально-политической деятельности. Вместе со своей группой планировал террористическую дестабилизацию либерально-демократического правительства Рауля Альфонсина. В 1984 году был арестован и предстал перед судом. В 1986 году признан виновным в политическом похищении Келли, четырёх криминально-коммерческих похищениях с целью выкупа, убийствах Фрондиси и Пенья. Был осуждён на 16 лет. Скончался в тюрьме в 1987 году.

## Оценки
Анибаль Гордон воспринимается в Аргентине как символ «убийственного безумия». Он считается не только офицером «Грязной войны», но и оперативником ААА. Однако сам он, признавая свою принадлежность к карательным органам режима «национальной реорганизации» (хунты 1976—1983), категорически отрицал членство в Антикоммунистическом альянсе Аргентины. Основная его деятельность протекала в уголовной, а не политической среде. Оперативное сотрудничество Гордона с ААА осуществлялось не столько на политической близости, сколько на криминально-теневых связях.

## Арест Гордона-младшего
18 марта 2009 года аргентинская полиция арестовала в городе Кордова 32-летнего Федерико Гордона, сына Анибаля Гордона (арестованный имел при себе фальшивые документы на имя некоего Виделы). Федерико Гордон обвиняется в трёх десятках преступлений — кражи, ограбления, разбойные нападения. Банда Гордона-младшего действовала в Буэнос-Айресе и в городе Тандиль.